# 古动物学
古动物学是专门研究生活在远古时代的动物结构與生存状态的学科。其研究主要通过化石（fossil）这种远古时期动物遗留在地层中的痕迹来进行，研究對象包括動物的足跡和遺蹟化石，如洞穴和糞便等。